# Хромолітографія

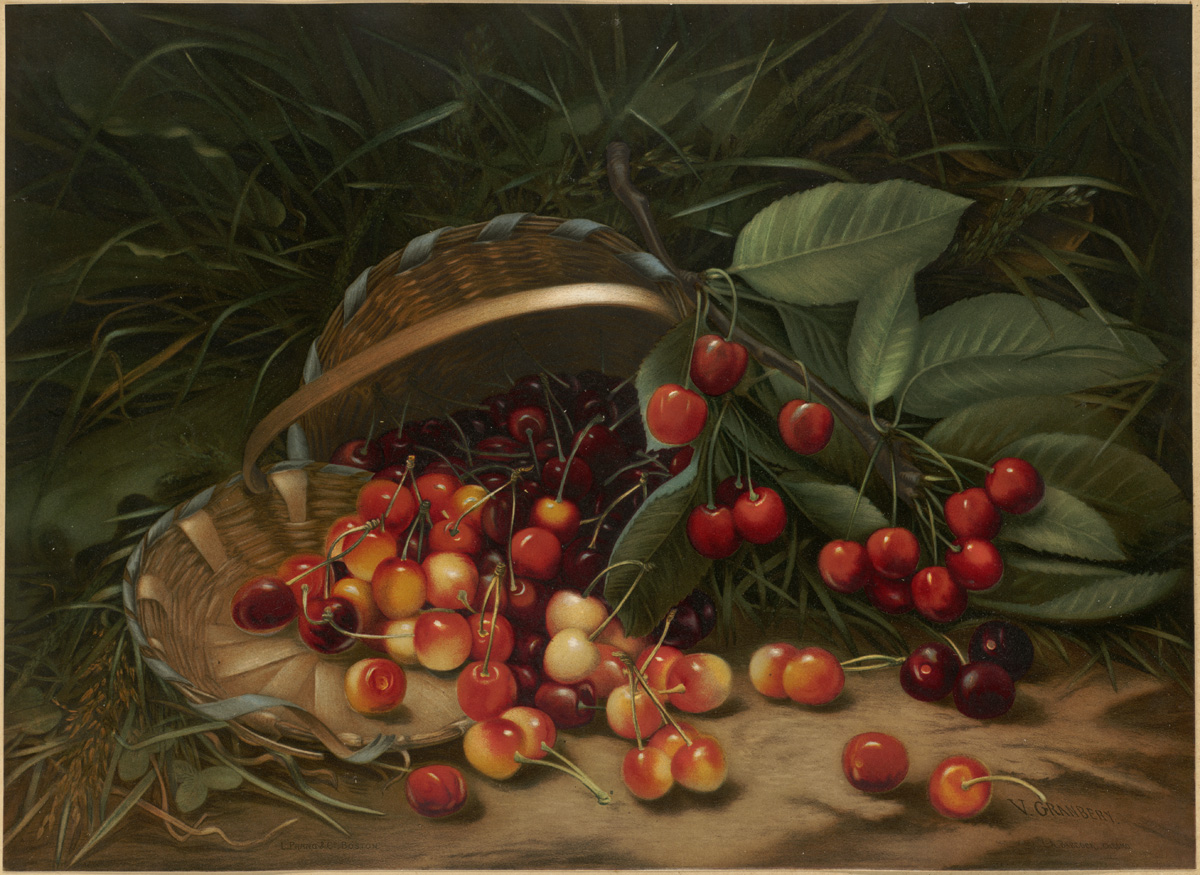
Вірджинія Гренберрі (1831—1921), хромолітографія «Черешні», з колекції Бостонської публічної бібліотеки

Хромолітогра́фія (дав.-гр. χρῶμα — «колір, фарба», λίθος — «камінь», γράφω «пишу») — кольорова літографія, при створенні якої для нанесення кожного кольору застосовувалася окрема друкована форма (до 20 і більше). Друкована форма робиться на камені або цинковій пластині, на яку попередньо наносився контур кольорової плями. Техніка хромолітографій доволі широко використовувалася в другій половині XIX і на початку XX століття. На початку XXI століття вона практично повністю витіснена сучасними (в тому числі фото-механічними) методами передачі зображення.

## Історія
Патент на хромолітографію був виданий 1837 року французу Годефруа Енгельману (Godefroy Engelmann) з ельзаського Мюлузу, проте, існують свідчення, що технологія хромолітографій використовувалася й раніше, зокрема, для виробництва гральних карт. Після винайдення 1871 року швидкого преса для друку на камені (нім. Steindruck-Schnellpresse) друкувалося дедалі більше кольорових літографій, оскільки виникла можливість досить дешево продукувати великий наклад.